# Твиши (вино)
Твиши (груз. ტვიში т’виши) — природно-полусладкое белое вино. Зарегистрированное наименование вин, произведенных в зоне 15 км² с центром в селе Твиши на северо-западе Грузии. Зона находится на правом берегу реки Риони в Рионском ущелье и включает поселок Альпана. Вино вырабатывается с 1952 года.

## Технология
Производится «Твиши», так же как и «Оджалеши», «Пиросмани» и «Хванчкара», по рача-лечхумской технологии (собственно разновидности имеретинской), приспособленной к более прохладному климату. Вино вырабатывается с прерыванием брожения без добавления спирта, путём охлаждения. При этом виноград, имеющий высокую сахаристость, сбраживается не полностью, и в вине остаётся природный сахар. Вино перед розливом в бутылки пастеризуют.

## Характеристика
Твиши — полусладкое негазированное белое вино, изготовленное из винограда сорта Цоликоури. Цвет вина светло-золотистый, в аромате чувствуются свежие цветочные и медовые (летний мед) тона. Вкус «Твиши» — свежий, лёгкий, гармоничный, послевкусие долгое. Особенность этого вина в постепенном раскрытии аромата и вкуса, которое вызывает исключительное удовольствие.

## Гастрономическое сопровождение и подача
«Твиши» рекомендуется к фруктам, отличающимся сладостью и сочностью, и к десертам. Перед подачей вино следует охладить до 8—12 градусов по Цельсию.